# Erion Krasniqi
Erion Krasniqi (* 8. Februar 2002) ist ein kosovarischer Fußballspieler.

## Karriere
Krasniqi begann seine Karriere beim ESV Mürzzuschlag. Im Januar 2019 wechselte er zur sechstklassigen dritten Mannschaft der Kapfenberger SV, ASC Rapid Kapfenberg. Für diese kam er bis zum Ende der Saison 2018/19 dreimal zum Einsatz. In der abgebrochenen Spielzeit 2019/20 absolvierte er ein Spiel in der Unterliga. Zur Saison 2020/21 rückte er in den Kader der zweiten Mannschaft der Steirer. Für diese absolvierte er in seiner ersten Saison bis zum COVID-bedingten Abbruch fünf Partien in der fünftklassigen Oberliga.
Im August 2021 stand der Innenverteidiger gegen den SK Rapid Wien II erstmals im Profikader der KSV. Sein Debüt für die Profis in der 2. Liga gab er schließlich im selben Monat, als er am sechsten Spieltag der Saison 2021/22 gegen den FC Dornbirn 1913 in der Startelf stand. Insgesamt kam er zu drei Einsätzen für die Kapfenberger. Zur Saison 2022/23 wechselte er zum viertklassigen SC Bruck/Mur.